# 钱弘侒
钱弘侒（912年—？），杭州錢塘（今浙江杭州）人，五代十國的吳越國國王钱元瓘的第四子，武肃王钱镠的孙子。但他并非钱元瓘亲生，而是养子，他的生父是钱元瓘的弟弟錢傳(玉瞿)。
钱元瓘被选为钱镠的继承人之后，长期没有亲生儿子。所以他的义子也算在排行，有钱弘僎、钱弘儇、钱弘侑、钱弘侒。
錢傳(玉瞿)有三个儿子：钱仁俊、钱仁俨、钱仁泽。钱仁泽生于乾化二年（912年）三月十六，过继给钱元瓘后，改名钱弘侒。
钱仁俊生于唐昭宣帝天祐三年（906年）闰十二月初八，《资治通鉴》说他也是钱元瓘的义子。